# Edmond de Valériola
Edmond Alfred de Valériola, né à Schaerbeek le 7 février 1877 et mort à Bruxelles en 1956, est un sculpteur et médailleur belge.

## Biographie

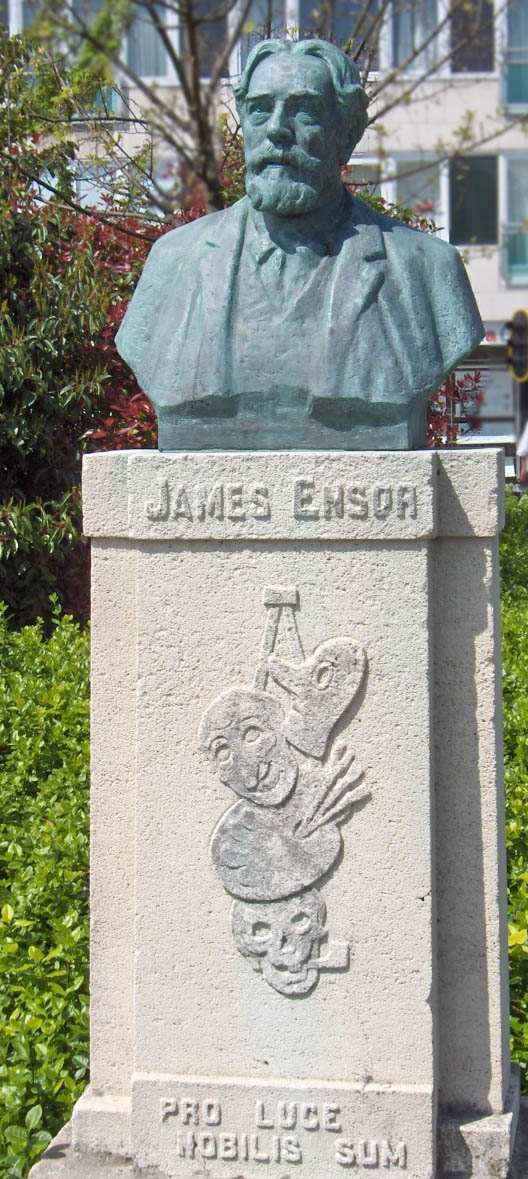
Monument à James Ensor (1930), Ostende.

Edmond de Valériola fut élève de l’Académie royale des beaux-arts de bruxelles de 1894 à 1904. Il participa au concours pour le prix de Rome en 1900, 1903 et 1906.
Il était tout autant portraitiste que médailleur. Il habitait no 123 rue de l’Étang à Etterbeek.

## Œuvres dans les collections publiques
- Anderlecht,parc Astrid : Monument à Prosper-Henri Devos.
- Etterbeek :
  - Monument à Constantin Meunier, 1931, place des Acacias ;
  - Monument à Edmond Serneels ;
  - Monument à Jules Bordet.
- Bruxelles
  - Buste du comte de Theux de Meylandt dans la partie Nord du  square de Meeûs.
- Louvain-la-Neuve, musée de l'université catholique.
- Ostende :
  - Monument à James Ensor.
  - Kunstmuseum aan zee.